# Brexia apoda
Brexia apoda är en benvedsväxtart som beskrevs av Henri Perrier de la Bâthie. Brexia apoda ingår i släktet Brexia och familjen Celastraceae. Inga underarter finns listade.